# Vpletenost Rusije v spremembe režimov
Od razpada Sovjetske zveze leta 1991 se je bivša sovjetska republika Rusija večkrat skušala vmešati v tuje države in s prikritimi ali odkritimi posegi poskušala zamenjati njihovo oblast.

## V času Sovjetske zveze
Pred vzpostavitvijo sodobne Rusije leta 1991, se je Sovjetska zveza vmešala v številne tuje države, predvsem v Aziji, kjer je anektirala Tuvo in Mongolijo spremenila v svoj satelit.
Med drugo svetovno vojno je Sovjetska zveza pomagala strmoglaviti številne marionetne režime nacistične Nemčije in japonskega cesarstva.
Sovjetska zveza je obseg svojih aktivnosti razširila preko meja običajnega delovanja. Po ugotovitvah ene izmed raziskav, je med letoma 1946 in 2000 Sovjetska zveza in kasneje Rusija bila vpletena v 36 vmešavanj v volitve (izvršne oblasti) tujih držav.
Sovjetska zveza je leta 1945 sicer ratificirala ustanovno listino ZN, ki je sovjetsko vlado pravno zavezala k njenim določbam, vključno s členom 2(4), ki prepoveduje grožnjo ali uporabo sile v mednarodnih odnosih, razen v zelo omejenih okoliščinah. Zato vsaka pravna zahteva, ki tuje sile, da bi upravičila državni prevrat, nosi posebno težko breme.

## 1991–danes

### 1991–1992: Gruzija
Med decembrom 1991 in januarjem 1992, je bil prvi gruzijski predsednik Zvijad Gamsahurdia z državnim udarom odstavljen s položaja. Državni udar sta izvedla nacionalna garda in skupina paravojaških organizacij, ki so po hudih spopadih zavzele stavbo vlade . V udar je bilo vpleteno rusko (nekdanje sovjetsko) Zakavkaško vojaško okrožje s sedežem v gruzijski prestolnici Tbilisi. Ruski časnik Moskovske novosti je 15. decembra 1992 objavil pismo generalpolkovnika Sufiana Bepajeva, ki je bil takrat namestnik poveljnika Zakavkaškega vojaškega okrožja, ki je trdil, da je upornikom od 28. decembra 1991 zagotavljal logistično in vojaško pomoč. Zapisal je, da bi brez vmešavanja ruskih vojakov podporniki Gamsahurdije zagotovo zmagali. V pismu je bila tudi opisana vpletenost ruskih vojakov v bitko okoli televizijskega stolpa v Tbilisiju 28. decembra. Povod za rusko vmešavanje je bil v pismu naveden kot Gamsahudrijevo nasprotovanje, da bi se Gruzija vključila v Skupnosti neodvisnih držav (CIS), ki jo vodi Rusija. Lojalisti Gamsahurdije so zapustili Tbilisi in se umaknili v zahodno Gruzijo, kasneje pa so oktobra 1993 izvedli protinapad. Ruski predsednik Boris Jelcin je 20. oktobra 1993 poslal 2000 ruskih vojakov v Gruzijo, da bi pomagali vladi Eduarda Ševardnadzeja, ki je bila vzpostavljena po državnem udaru. Sredi oktobra so pritok ruskega orožja, varnost oskrbovalnih linij in tehnična pomoč odvzeli prednost Gamsahurdiji. Ruska vlada se je medtem uradno pretvarjala, da je »nevtralna« in da je namen pošiljanja vojakov zaščititi pomembno železnico v Gruziji. Od 2. novembra, po dogovoru med Eduardom Ševardnadzejem in ruskim vodstvom, so bile v gruzijsko mesto Poti poslane ruske pomorske enote, katerih namen naj bi bil zaščita kritične infrastrukture. Za to podporo je Ševardnadze moral sprejeti vstop v CIS in vzpostavitev ruskih vojaških baz v Gruziji.

### 1993: Azerbajdžan
Leta 1993 se je v Azerbajdžanu zgodil državni udar proti predsedniku Abulfazu Elčibeju, v katerega naj bi bila vpletena Rusija. Udar je izvedla 709. brigada azerbajdžanske vojske premagala protinapad vladnih sil. Nato je začela ofenzivo na prestolnico Baku, oborožena z materialom, ki ga je pustila ruska 104. letalsko-desantna divizija. Državni udar je odstavil Elčibeja in na mesto predsednika postavil Hejdarja Alijeva.

### 1994: Čečenija
Leta 1994 je začasni svet Čečenske republike izvedel državni udar proti Džoharju Dudajevu, predsedniku čečenske republike Ičkerije, ki se je odcepila od Rusije. Rusija je uradno zanikala vojaško vpletenost v operacijo, hkrati pa odkrito podprla začasni svet Čečenske republike. Moskva je opozicijske sile tajno oskrbovala s finančno podporo, vojaško opremo in plačanci. Rusija je tudi prekinila vse civilne lete v Grozni, medtem ko so letalstvo in obmejne enote vzpostavile blokado republike, nakar so neoznačena ruska letala začela bojne operacije proti Čečeniji. Začasni svet, ki so se mu pridružile ruske enote, je sredi oktobra 1994 sprožil slabo organiziran napad na Grozni, ki mu je 26. in 27. novembra 1994 sledil drugi, večji napad. Kljub ruski podpori sta bila oba poskusa neuspešna. Lojalisti Dudajeva so uspeli ujeti približno 20 pripadnikov ruske vojske in približno 50 drugih ruskih državljanov, ki jih je tajno najela ruska državna varnostna organizacija FSK, da se borijo za sile začasnega sveta. 29. novembra je ruski predsednik Boris Jelcin izdal ultimat Čečeniji in ukazal, naj se razorožijo in predajo. Ko je čečenska vlada zavrnila, je Jelcin začel odkrito vojno proti Čečeniji.

### 2014: Ukrajina
Leta 2014 je v Ukrajini proti proruskemu predsedniku Viktorju Janukoviču izbruhnilo protestno gibanje Evromajdan, ki je privedlo do revolucije dostojanstva, med katero je bil Janukovič odstavljen. Zatem je Rusija okupirala polotok Krim, z vojsko zajela in razpustila rado Avtonomne republike Krim ter nastavila svojo vlado, ki je glasovala za »vstop v Rusko federacijo s pravicami subjekta federacije«, zatem pa izvedla še mednarodno nepriznan »referendum«, po uradnih rezultatih katerega naj bi volivci glasovali za priključitev Rusiji. 18. marca 2014 je Rusija uradno anektirala Krim kot Republiko Krim, čeprav je Generalna skupščina Združenih narodov izglasovala nasprotovanje.
Maja 2014 so v Ukrajini potekale predsedniške volitve, ki so bile tarča obsežnih ruskih hekerskih napadov, katerih cilj so bili preprečitev volitev, spreminjanje glasov in oteževanje izvedbe volitev. Na spletni strani centralne volilne komisije so še pred zaprtjem volišč hekerji objavili sliko skrajno desnega kandidata Dmitra Jaroša in ga razglasili za zmagovalca. Lažne informacije o zmagi Jaroša so delili tudi ruski mediji. Peter Ordeshook je komentiral, da so »ukrajinski nacionalisti« in »nacisti« so ena izmed najpogostejših tem ruske propagande in del njihove narative, češ da so »ultranacionalisti« odgovorni za revolucijo dostojanstva.
Rusija je hkrati v Donbasu ustanovila marionetni republiki Doneck in Lugansk ter tako začela vojno v Donbasu, vpletenost v katero je sicer uradno zanikala.

### 2016: Črna gora
16. oktobra 2016, na dan pred parlamentarnih volitvev v Črni gori, je bila aretirana skupina 20 srbskih in črnogorskih državljanov, med njimi nekdanji načelnik srbske žandarmerije Bratislav Dikić. Del aretirancev, vključno z dvema ruskima državljanoma, je Črna gora nato uradno obtožila poskusa državnega udara. V začetku novembra 2016 je črnogorski posebni tožilec za organizirani kriminal in korupcijo Milivoje Katnić izjavil, da za zaroto o državnem udaru stoji »močna organizacija«, ki jo sestavlja približno 500 ljudi iz Rusije, Srbije in Črne gore. Februarja 2017 so črnogorski uradniki obtožili ruske 'državne strukture', da stojijo za poskusom državnega udara, ki naj bi predvideval napad na skupščino Črne gore in atentat na premierja Mila Đukanovića.
Podrobnosti o načrtu državnega udara je konec oktobra 2016 prvi objavil srbski premier Aleksandar Vučić, ki je v izjavi za javnost poudaril vlogo srbskih organov pregona, zlasti varnostno-obveščevalne agencije. Takoj po izjavi je sledil nenačrtovani obisk sekretarja ruskega varnostnega sveta, Nikolaja Patruševa, v Beogradu.
Po izjavah premierja Duška Markovića iz februarja 2017, je vlada 12. oktobra 2016 prejela gotove informacije o načrtu za državni udar, ko je en izmed zarotnikov izdal rezervne načrte svojih ruskih ukazodajalcev. Te informacije so potrdile tudi varnostne službe članic NATO, ki so Črni gori pomagale s preiskavo.
Različni mediji so omenjali Ruski inštitut za strateške študije iz Moskve, ki je tesno povezan z rusko obveščevalno službo SVR, ki naj bi bil ena od organizacij, vpletenih v snovanje državnega udara.

### 2020: Mali
Predsednik Ibrahim Boubacar Keïta se je v Maliju od 5. junija 2020 soočal z valom protestov, ki so pozivali k njegovemu odstopu s položaja zaradi korupcije in gospodarskih težav. 18. avgusta 2020 so uporniški elementi malijskih oboroženih sil izvedli državni udar proti Keïti, aretirali na desetine visokih vladnih uradnikov in razglasili Assimija Goïto za začasnega voditelja države. Obstaja več poročil, ki kažejo, da je za državnim udarom v Maliju stala Rusija, saj naj bi se dva zarotnika, polkovnika Malick Diaw in Sadio Camara, pred tem namensko usposabljala v Rusiji.

### 2022: Ukrajina
Julija 2022 je ruski zunanji minister Sergej Lavrov izjavil, da je cilj odkrite invazije, ki jo je februarja istega leta sprožila Rusija, strmoglavljenje vlade v Ukrajini.

### 2023: Moldavija
9. februarja 2023 je ukrajinski predsednik Volodimir Zelenski izjavil, da je ukrajinska obveščevalna služba prestregla načrte ruske obveščevalne službe za strmoglavljenje demokratično izvoljene vlade Moldavije in vzpostavitev nadzora nad državo. Obtožbe je pozneje potrdila moldavska obveščevalna služba. 13. februarja je predsednica Moldavije Maia Sandu dejala, da so moldavske oblasti potrdile obstoj zarote, in odkrile podrobnosti. 21. februarja so moldavske oblasti opozorile, da bi lahko Rusija poskušala prevzeti nadzor nad mednarodnim letališčem v Kišinjevu, da bi premestila vojake za državni udar, in izjavile, da se pripravljajo na več scenarijev. 10. marca so moldavske oblasti trdile, da posamezniki, povezani z Rusijo, načrtujejo udar, 12. marca pa je moldavska policija poročala, da je aretirala člane mreže, ki je poskušala destabilizirati Moldavijo in je bila vodena iz Moskve, katera jim je obljubljala denar v zameno za organizacijo izgredov.

### 2023: Sudan
Po nekaterih poročilih je paravojaška skupina Wagner, ki je pod nadzorom ruske vlade, med sudansko civilno vojno v Sudan poslala letalo za oskrbo vladnih sil za hitro podporo.